# ISBN-Verlagsnummer
Die Verlagsnummer (auch Verlagskürzel) ist Bestandteil der International Standard Book Number (ISBN). Sie folgt auf die Gruppennummer, die das Sprachgebiet kennzeichnet. Für den deutschsprachigen Raum wird sie vom MVB, dem Marketing- und Verlagsservice des Buchhandels in Frankfurt, vergeben. In Verbindung mit der Gruppennummer lässt sich anhand der Verlagsnummer der publizierende Verlag eines Buches ermitteln. Je kürzer die Verlagsnummer ist, desto größer ist der Verlag bzw. desto höher ist die tatsächliche oder bei Beantragung erwartete Anzahl der Publikationen.
Das Publishers’ International ISBN Directory verzeichnet alle Verlagsnummern weltweit. Es wird als Buch und CD-ROM herausgegeben. Es existieren auch Verzeichnisse für verschiedene Länder (siehe Literaturverzeichnis).

## Nummernbereiche (ohne Sonderfälle)
Die ISBN-Agentur für den deutschsprachigen Raum hat derzeit folgende Bereiche der Verlagsnummern für die Vergabe zur Verfügung.
| Verlags- nummer | Gruppennummer 3 | Gruppennummer 3 |
| Verlags- nummer | Von             | Bis             |
| --------------- | --------------- | --------------- |
| 2-stellig       | 3-00-xxxxxx-x   | 3-02-xxxxxx-x   |
| 3-stellig       | 3-030-xxxxx-x   | 3-033-xxxxx-x   |
| 4-stellig       | 3-0340-xxxx-x   | 3-0369-xxxx-x   |
| 5-stellig       | 3-03700-xxx-x   | 3-03999-xxx-x   |
| 2-stellig       | 3-04-xxxxxx-x   | 3-19-xxxxxx-x   |
| 3-stellig       | 3-200-xxxxx-x   | 3-699-xxxxx-x   |
| 4-stellig       | 3-7000-xxxx-x   | 3-8499-xxxx-x   |
| 5-stellig       | 3-85000-xxx-x   | 3-89999-xxx-x   |
| 6-stellig       | 3-900000-xx-x   | 3-949999-xx-x   |
| 7-stellig       | 3-9500000-x-x   | 3-9539999-x-x   |
| 5-stellig       | 3-95400-xxx-x   | 3-96999-xxx-x   |
| 7-stellig       | 3-9700000-x-x   | 3-9899999-x-x   |
| 5-stellig       | 3-99000-xxx-x   | 3-99999-xxx-x   |

Es kann somit beispielsweise keine ISBN mit zweistelliger Verlagsnummer in der Form 3-94-XXXXXX-X existieren, da diese von der ISBN mit sechsstelliger Verlagsnummer 3-94XXXX-XX-X nicht unterscheidbar wäre.

## Nummernbereiche (Sonderfälle)
Im Bereich der Gruppennummer 3 für deutschsprachige Bücher gibt es einige Sonderfälle:
- 00 – Sammelnummer für Einzeltitel, etwa ab 1986
- 01 – mehrere Verlage, überwiegend von der Österreichischen Nationalbibliothek genutzt; als 3-01*-... auch von Kleinverlagen
- 02 – nicht vergeben
- 030 – 033* Sammelnummer für Einzeltitel, ab 034* Schweizer Verlage
- 04 – nicht vergeben
- 200 – Einzel-ISBN Bereich Österreich (Jede ISBN aus diesem Bereich ist einem anderen Verlag zugeordnet.)

## Englischsprachige Nummernbereiche
Für die englischsprachige Literatur – aus den USA, Großbritannien, Kanada, Australien, Neuseeland usw. – werden die Verlagsnummer nach folgendem Schema vergeben (Gruppennummern 0 und 1):
| Verlags- nummer | Gruppennummer 0 | Gruppennummer 0 | Gruppennummer 1 | Gruppennummer 1 |
| Verlags- nummer | Von             | Bis             | Von             | Bis             |
| --------------- | --------------- | --------------- | --------------- | --------------- |
| 2-stellig       | 0-00-xxxxxx-x   | 0-19-xxxxxx-x   | 1-00-xxxxxx-x   | 1-09-xxxxxx-x   |
| 3-stellig       | 0-200-xxxxx-x   | 0-699-xxxxx-x   | 1-100-xxxxx-x   | 1-399-xxxxx-x   |
| 4-stellig       | 0-7000-xxxx-x   | 0-8499-xxxx-x   | 1-4000-xxxx-x   | 1-5499-xxxx-x   |
| 5-stellig       | 0-85000-xxx-x   | 0-89999-xxx-x   | 1-55000-xxx-x   | 1-86979-xxx-x   |
| 6-stellig       | 0-900000-xx-x   | 0-949999-xx-x   | 1-869800-xx-x   | 1-998999-xx-x   |
| 7-stellig       | 0-9500000-x-x   | 0-9999999-x-x   | 1-9990000-x-x   | 1-9999999-x-x   |